# Ziliz-patak
A Ziliz-patak a Cserehát dombvidék déli területén, Nyomár településen ered, Borsod-Abaúj-Zemplén vármegyében, mintegy 170 méteres tengerszint feletti magasságban. A patak forrásától kezdve délnyugati irányban halad, majd Ziliz után éri el a Bódva folyót.
Ziliznél a Hangács-patak torkollik belé.

## Part menti települések
- Nyomár
- Ziliz